# Pertti Alasuutari

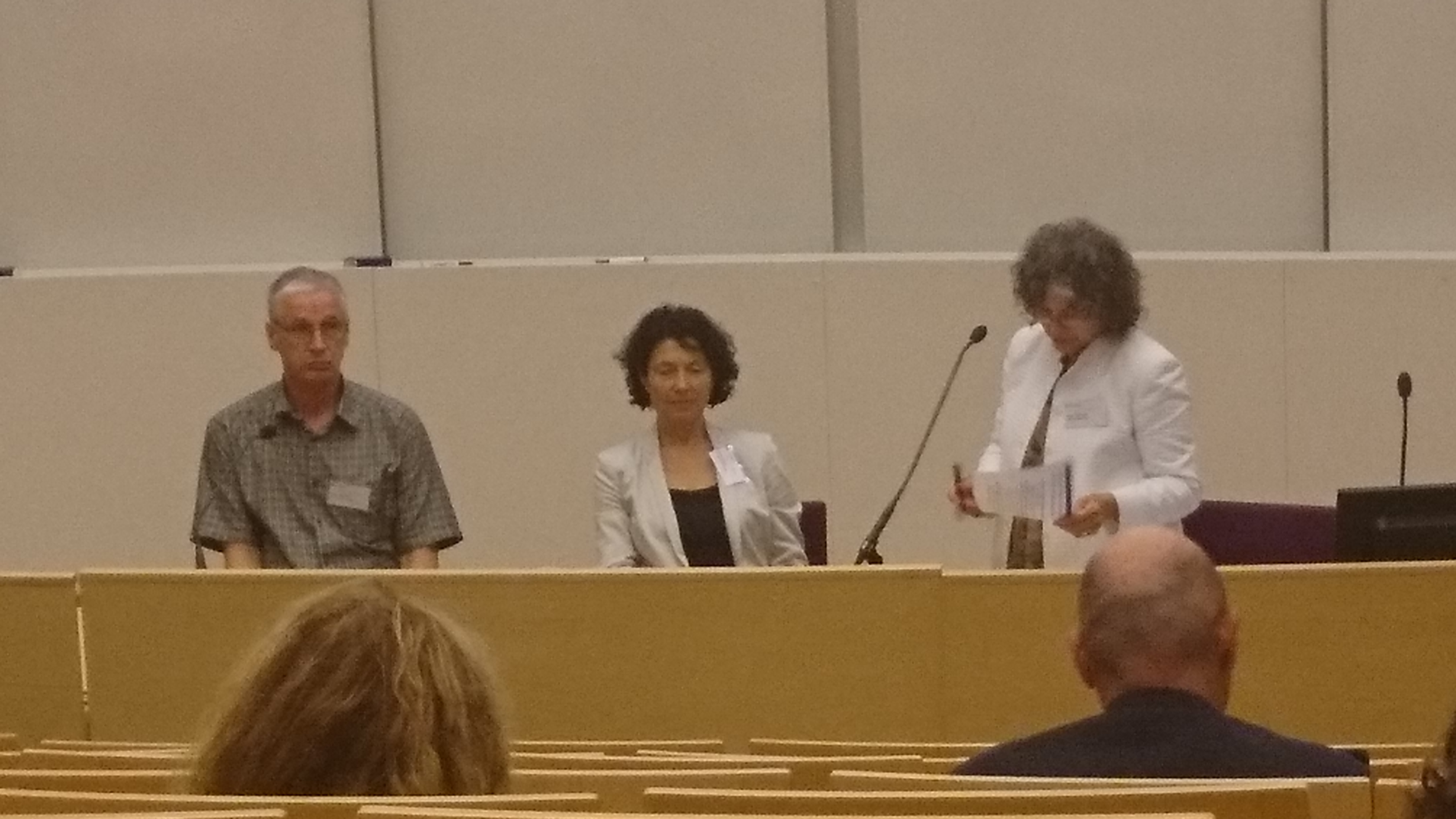
Pertti Alasuutari (vänster) i "the Power and Global Governance" i makt och governance konferens som ägde rum i Tammerfors universitet, Finland, augusti 2018

Pertti Juhani Alasuutari, född 18 januari 1956 i Rovaniemi, är en finländsk sociolog.
Alasuutari avlade filosofie doktorsexamen 1990. Sedan 1997 är han professor i sociologi vid Tammerfors universitet. Han har utnämnts till akademiprofessor vid Finlands Akademi två gånger, för perioderna 2009–2013 respektive 2016–2020. Under perioden 2014–2018 sitter han dessutom i Finlands Akademis styrelse. Av Professorsförbundet valdes han till Årets professor 2014. År 2004 utnämndes han till ledamot av Finska Vetenskapsakademien.
Alasuutari inledde sin forskarbana med forskning i alkoholkonsumtion och tillämpade senare sitt kultursociologiska perspektiv även på andra samhällsfenomen, som att titta på TV och lyssna på radio. Han har också intresserat sig för nationalism och studerat hur den finländska identiteten påverkats av förändringarna under 1980- och 1990-talen med bland annat ökande globalisering.